# سونی اریکسون اکسپریا مینی پرو
سونی اریکسون اکسپریا مینی پرو (انگلیسی: Sony Ericsson Xperia Mini Pro) یک تلفن هوشمند اندرویدی است که توسط ارتباطات همراه سونی در اوت ۲۰۱۱ به بازار عرضه شد. این گوشی ۵۱۲ مگابایت رم و ۱ گیگابایت حافظه داخلی دارد و با حافظه اس‌دی ۲ گیگابایتی عرضه شده‌است (تا ۳۲ گیگ پشتیبانی می‌کند).